# Saint-Hilaire-sous-Romilly
Saint-Hilaire-sous-Romilly település Franciaországban, Aube megyében. Lakosainak száma 339 fő (2022. január 1.). Saint-Hilaire-sous-Romilly Crancey, Ferreux-Quincey, Gélannes, Pars-lès-Romilly, Pont-sur-Seine, Romilly-sur-Seine és Saint-Loup-de-Buffigny községekkel határos.

## Népesség
A település népessége az elmúlt években az alábbi módon változott:
| Lakosok száma | 259  | 318  | 347  | 373  | 335  | 334  | 351  | 357  | 355  | 339  |
|               | 1968 | 1982 | 1990 | 2006 | 2013 | 2015 | 2017 | 2019 | 2020 | 2022 |